# 交響曲第1番 (ゲーゼ)
交響曲第1番ハ短調 作品5は、ニルス・ゲーゼが1842年に作曲した交響曲。演奏時間は約34分。

## 概要
コペンハーゲンでは演奏が拒否されたものの、これをフェリックス・メンデルスゾーンに送付したところ、積極的に受け入れられ、ライプツィヒで初演してもらうことができたため、ゲーゼはメンデルスゾーンにこの曲を献呈すると共にライプツィヒへ渡ることとなる。
第1楽章はヴィオラにより提示されるが、これは全楽章を通して現れる重要なものである。その後英雄的で勇ましいアレグロ主題が顔を覗かせる。第2楽章はメンデルスゾーン風の軽妙なスケルツォ。 第3楽章はオーボエが北欧的なメロディを醸し出している。第4楽章はティンパニの連打によって開始され、これに金管が第1楽章を変形させた主題を提示する。コーダはテンポを速め、力強く終わる。

## 楽器編成
フルート、オーボエ、ピッコロ、クラリネット、ファゴット、ホルン、トランペット、トロンボーン3（アルトトロンボーン、テノールトロンボーン、バストロンボーン）、バスチューバ、コントラファゴット、ティンパニ、弦五部

## 構成
- 第1楽章 Moderato con moto - Allegro energico
- 第2楽章 Scherzo：Allegro risoluto quasi presto
- 第3楽章 Andantino grazioso
- 第4楽章 Finale：Molto allegro ma con fuoco